# Francis Pettit Smith

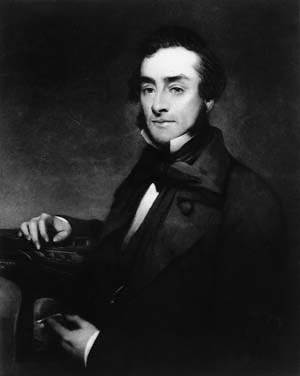
Francis Pettit Smith

Sir Francis Pettit Smith (n. 9 februarie 1808 – d. 12 februarie 1874) a fost un inventator britanic. El a contribuit la dezvoltarea forței motoarelor, forță necesară propulsiei navelor. Smith a preluat ideea șurubului lui Arhimede, idee care a fost transpusă în practică prin realizarea elicei de către austriacul Josef Ressel. Această invenție a austriacului a fost preluată de Amiralitatea Britanică. Britanicii erau la început sceptici față de nouă invenție, Francis Pettit Smith fiind cel care a descoperit pentru a doua oară elicea și a convins Amiralitatea Britanică de superioritatea vapoarelor cu elice, față de cele cu zbaturi. El a adus un aport important împreună cu  John Ericsson, Robert Fulton și David Bushnell la perfecționarea tehnicii navigației.